# Накаяма Тадаясу
Накаяма Тадаясу (яп. 中山 忠能, 17 декабря 1809 — 12 июня 1888) — «левый министр» Японии из рода Фудзивара, маркиз. Наставник императора Тайсё. При этом вторым наставником была его дочь Накаяма Ёсико. Позже она стала матерью Императора Мэйдзи, который родился и воспитывался в доме Накаямы. При жизни, 14 мая 1888 года, получил Высший орден Хризантемы, что было большой редкостью. Также имел Орден Восходящего солнца.

## Биография
Происходил из аристократической семьи. С детских лет находился при дворе, постепенно получая ранг за рангом и делая придворную карьеру с 1810 по 1868 год, когда его ранг стал высшим. Был вовлечён в инцидент возле ворот Хамагури, за что на время отослан от двора. 3 января 1868 года, когда Ивакура Томоми начал Реставрацию Мэйдзи, Накаяма поддержал его (при этом ноябрьский Тайный рескрипт о наказании сёгуната не несёт его подписи). Эта поддержка была важна для успеха государственного переворота, и в результате как Накаяма, так и Ивакура оставались наиболее влиятельными фигурами при дворе в период Реставрации. Был женат на Мацуре Айко (1818—1906).